# Ferryhill
Ferryhill är en ort och civil parish i kommunen Durham i Storbritannien. Den ligger i grevskapet Durham och riksdelen England, i den centrala delen av landet, 400 km norr om huvudstaden London. Ferryhill ligger 122 meter över havet och antalet invånare är 10 789.
Terrängen runt Ferryhill är platt. Runt Ferryhill är det tätbefolkat, med 397 invånare per kvadratkilometer. Närmaste större samhälle är Durham, 10,5 km norr om Ferryhill. Trakten runt Ferryhill består i huvudsak av gräsmarker.